# SN 1995E
SN 1995E – supernowa typu Ia odkryta 24 lutego 1995 roku w galaktyce NGC 2441. Jej maksymalna jasność wynosiła 16,81m.